# Heket
Heket (auch Heqet oder Hekit) war im alten Ägypten die Göttin der Geburt. Sie ist die Frau von Chnum und Tochter von Re. Sie wird meist als froschköpfige Frau dargestellt, manchmal auch nur als Frosch. Sie ist die „Herrin der Stadt Herwer“, wohl nicht Antinoupolis, wie oft angenommen.
Für die alten Ägypter wurde der Frosch zum Symbol des Lebens und der Fruchtbarkeit, weil der Frosch mit der jährlichen Nilschwemme die Fruchtbarkeit und somit Leben an das, ansonsten brache, Land brachte.
Die Göttin Heket ist seit der Frühzeit belegt. So finden sich in Abydos Stelen, auf denen sie zusammen mit Chnum abgebildet ist. Als mit dem Osirismythos die Legende von Osiris und Isis entstand, war Heket die Göttin, die das Leben in den neuen Körper von Horus „atmete“. So wurde sie die Göttin im letzten Moment der Geburt. Als die Geburt von Horus mehr und mehr mit der Auferstehung von Osiris in Verbindung gebracht wurde, verband man auch Hekets Rolle mehr mit der Auferstehung selbst. Heket half somit sowohl bei der irdischen als auch der jenseitigen Geburt.

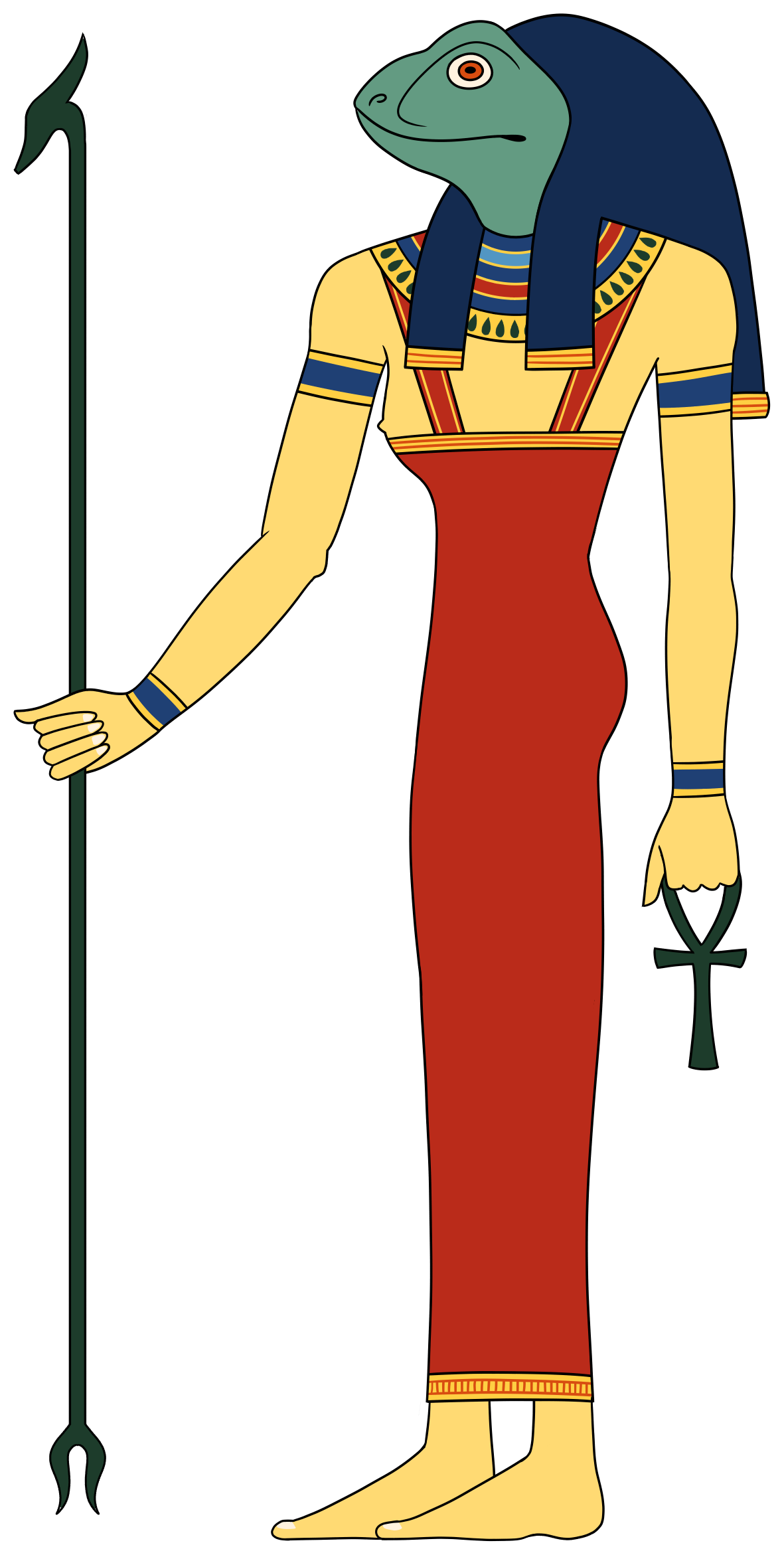
Heket, Göttin der Geburt
- Video: Die Bedeutung von Fröschen im alten Ägypten, inklusive der Gottheit Heket und Ptah (1:28 min)